# Gastón Gaudio

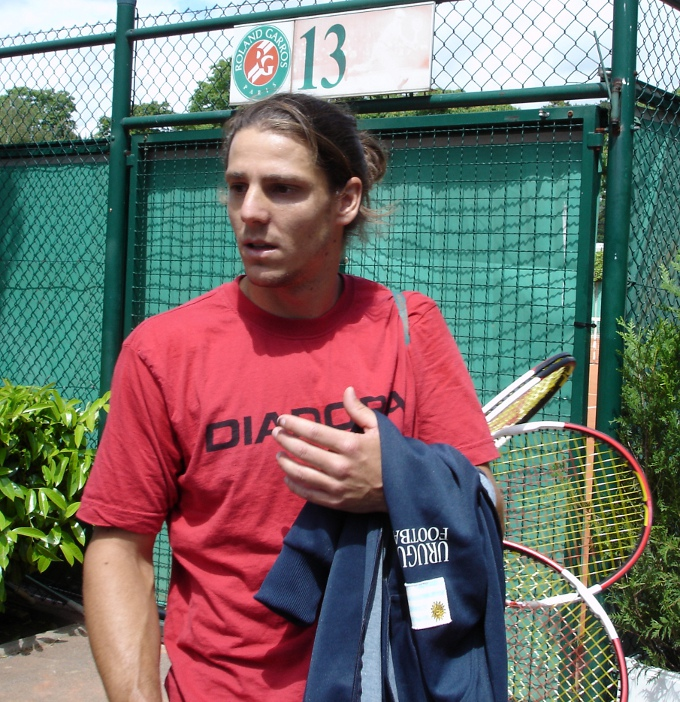
Gastón Gaudio

Gastón Gaudio, född 9 december 1978 i Buenos Aires, Argentina, är en före detta argentinsk högerhänt professionell tennisspelare.

## Tenniskarriär
Gastón Gaudio blev professionell spelare på ATP-touren 1996. Han vann till och med säsongen 2007 8 singel- och 3 dubbeltitlar. Bland singeltitlarna märktes en seger i Grand Slam-turneringen Franska öppna 2004. Samtliga 11 ATP-titlar vann han på grus. Som bäst rankades Gaudio i singel som nummer 5 (april 2005) och i dubbel som nummer 78 (juni 2004). Han spelade in $6 066 156 i prispengar. Inför säsongen 2008 rankades Gaudio som nummer 105 i singel.
Gaudio vann alla sina singeltitlar perioden 2001-2005. I finalerna besegrade han spelare som Albert Costa (Barcelona 2002, 6-4, 6-0, 6-2), Jarkko Nieminen (Mallorca, 2002, 6-2, 6-3), Fernando González (Vina del Mar, 2005, 6-3, 6-4) och Tommy Robredo (Estoril 2005, 6-1, 2-6, 6-1).
Hans främsta merit blev singeltiteln i Franska öppna 2004 som han vann genom finalseger över landsmannen Guillermo Coria 2004 (0-6, 3-6, 6-4, 6-1, 8-6) efter att ha legat under med 0-2 i set. På vägen till finalen besegrade han bland andra Lleyton Hewitt och David Nalbandian. 
Säsongerna 2006 och 2007 hade Gaudio stora problem med sviktande form och fallande rankingplaceringar. Vissa skadeproblem tvingade honom att avstå från flera turneringar.   
Gaudio deltog i det argentinska Davis Cup-laget 2001-03. Han har spelat 16 matcher i laget och vunnit 13 av dem.
Gaudio berättade att han tänka sluta spela professionell tennis 30 augusti 2011. Hans sista match blev 2 augusti 2010 i Kitzbühel Challenger där han förlorade i första rundan.

## Spelaren och personen
Gastón Gaudio började spela tennis som 6-åring med övriga familjen (föräldrarna och två äldre syskon). Gaudio var en mycket skicklig tennisspelare, men hans största svaghet var hans psykiska labilitet som sannolikt har hindrat honom från att nå ännu större framgångar som tennisspelare. Han har själv uttryckt det så att han har två motståndare på banan när han spelar, den ena av dem är han själv.

## Grand Slam-finaler, singel (1)

### Titlar (1)
| År   | Mästerskap    | Finalmotståndare | Setsiffror              |
| 2004 | Franska öppna | Guillermo Coria  | 0-6, 3-6, 6-4, 6-1, 8-6 |

## Övriga ATP-titlar
- Singel
  - 2002 - Barcelona, Mallorca
  - 2005 - Vina del Mar, Buenos Aires, Estoril, Gstaad, Kitzbuhel

- Dubbel
  - 2004 - Vina del Mar, Estoril (båda med Juan Chela)
  - 2006 - Stuttgart (med Max Mirnyi)